# Жемерикин, Вячеслав Фёдорович
Вячеслав Фёдорович Жемерикин (15 сентября 1942, Улан-Батор — 2005) — российский и советский художник.
Член Союза художников России с 1974 года. Народный художник РСФСР (1985); член-корреспондент Академии художеств СССР (1983); Государственная премия РСФСР имени И. Е. Репина (1983). Награждён Почетной грамотой Министерства культуры РФ (1979, 1985) и медалью ордена «За заслуги перед Отечеством» 2-й степени (2005).

## Биография
Окончил Иркутское художественное училище (1956—1961) и Институт живописи, скульптуры и архитектуры имени И. Е. Репина Академии художеств СССР в Ленинграде (1966—1972). В Академии художеств обучался под руководством народного художника СССР Моисеенко Е. Е., Белоусова П. П., Мыльникова А. А., Фомина П. Т., Угарова Б. С.
С 1972 по 2005 годы жил и работал в городе Горький (Нижний Новгород). С 1976 года — секретарь Правления Союза художников РСФСР, с 1983 г.по 1988 г. — член Правления Союза художников СССР. С 1972 года — постоянный участник областных, зональных выставок («Большая Волга», 1974, 1980, 1985, 1991, 1998, 2003), а также республиканских (1975, 1976, 1977, 1980, 1983, 1985, 1994) и всероссийских (Москва, 1981, 1985, 1994, 2000) художественных выставок. Персональные выставки проходили в городе Нижний Новгород в 1994, 1996, 1998, 2000, 2002 годах.
В 2012 году к 70-летию художника в Нижегородском государственном художественном музее прошла персональная выставка работ В. Ф. Жемерикина.
Всего написал более 800 работ.
Работы художника находятся в Государственном Историческом музее («В. И. Ульянов в Нижнем Новгороде. 1893» (1977)), в музее Института русского реалистического искусства, Музее Великой Отечественной войны, Дальневосточном музее изобразительных искусств, Екатеринбургском музее изобразительных искусств, Нижегородском государственном художественном музее (16 картин), Нижнетагильском музее изобразительных искусств, Красноярской картинной галерее, Иркутском художественном музее, Таганрогской картинной галерее, Ульяновском областном художественном музее и в других собраниях в России и за рубежом.
Работал во всех жанрах изобразительного искусства (историческая живопись, жанровая живопись, портрет, пейзаж, натюрморт), автор следующих полотен: «Лейтенант Шмидт» (1972 г., находится в Научно-исследовательском музее Академии художеств, Санкт-Петербург); «Бригада кузнецов А. Огнева» (1974 г., Нижегородский государственный художественный музей); «В кузнечном цехе» (1983 г.), «Микрорайон» (1974 г., Министерство культуры РФ).
Широкую известность и признание художнику принесли созданные им жанровые полотна о Великой Отечественной войне, о строительстве Байкало-Амурской магистрали. «Бамовская» серия картин была наиболее популярной в советском искусстве 1970-х годов. О ней писали газеты, журналы, критики, отмечая своеобразие художественного языка автора, темпераментность и эмоциональность полотен, в которых художник захлёбывался рассказами о БАМе, с неповторимостью, искренней увлеченностью показывал дружбу и единый порыв людей, приехавших со всех уголков необъятной страны. Полотна передавали уверенность людей, что, несмотря на все трудности, суровые условия жизни, они делают большое и нужное дело для своей страны.
В 1973 г. в Горький посетил выставочный комитет во главе с председателем Союза художников Г. М. Коржевым. По предложению Гелия Коржева «бамовская» серия картин, включая полотна Жемерикина, была направлена на республиканскую и всесоюзную выставки.
1974—1976 работа над циклом из 13 картин «Мы на БАМе» — «Дежурная Надя» (1976 г., Институт русского реалистического искусства (ИРРИ), Москва), «Котлопункт», «Девчата из Магистрального», «Летучка» и др.;
С 1975 года автор пишет картины о Великой Отечественной войне — «Возвращение» (1979 г., Ульяновский областной художественный музей), «Дороги войны» (1975 г., Департамент культуры Правительства Нижегородской области), «У родного порога» (1985 г., Нижегородский государственный художественный музей), «Комбат» (1985 г., Министерство культуры РФ) и другие.
Некоторые картины портретного и пейзажного жанров Жемерикина выдержаны в стилистике советского импрессионизма.
Характерной особенностью художника являлось написание картин деревенского жанра, «сочетающих простоту, жизненность и искреннюю любовь к родной земле» («Старики» 1973 г., «Осенний день» 1974 г., «Степанида» 1979 г., «Лето» 1981 г., «В деревне» 1982 г.) «Художник прекрасно передавал состояние городской среды в зависимости от погоды, когда один и тот же мотив менялся на глазах, следуя лучшим традициям французских импрессионистов с их стремлением запечатлеть ускользающий свет» («Дождливый день», 1973 г., «Третий нагорный», 1973 г. и др.).
Портретные работы художника отличают «цельность образов, лаконизм выразительных средств, точность рисунка, интеллигентность, высокая профессиональная культура, характерные художникам Ленинградской школы, представителям „сурового стиля“ советского реалистического искусства» («Валя» 1972 г., «Андрюша» 1977 г., «Портрет В. П. Батуро» 1980 г., «Портрет профессора М. В. Колокольцева» 1987 г., «Алена» 1994 г., «Иннокентии» 1999 г. и др.).
«Пейзажи художника свободны от каких-либо схем и стереотипов. В них манера Жемерикина проявляется наиболее индивидуально. Кисть легко касается холста, обозначая одним точным динамичным мазком ствол дерева, крышу дома. Уголок природы увиден как будто случайно. Но при этом все чётко выстроено и композиционно закончено. Здесь есть непосредственность первого впечатления, верность зрительному образу и в то же время аналитичность, подчиненность общему замыслу, где интуиция художника идёт об руку с профессионализмом. Его картины природы объединяет характерный пейзажный стиль, по которому можно узнать мастера».
Похоронен на Бугровском кладбище Нижнего Новгорода.

## Список литературы
- Вячеслав Жемерикин. Живопись, графика. И. В. Миронова. — Нижний Новгород. 2000 г. Стр. 12-29.
- Вячеслав Жемерикин 1942—2005. — Деком 2012 г. стр. 5-9.
- Сергей Чуянов. Русский век. — Н. Новгород, 2006 г.
- Леняшин В. А. «… Из времени в вечность». Русский импрессионизм. Живопись из собрания Русского музея. — Спб.,ГРМ, 2000 г.,стр.51.
- 1000 русских художников. — Белый город, 2011 г., стр.869.
- Понять живопись в музее Орсэ. Франсуаза Бейль. Музей Орсе, 2011 г. Стр.75.
- Яковлев, С. Живопись и керамика / С. Яковлев // Советская молодежь. — Иркутск, 1972. — 15 авг. — С. 2
- Верещагина, С. Дебют / С. Верещагина // ВосточноСибирская правда. — Иркутск, 1979. — Спец. вып. (Июль). — С. 4
- Иркутские художники о БАМе : выставка : каталог / сост. А. И. Шинковой ; Иркут. обл. худож. музей. — Иркутск : [б. и.], 1980. — 18 с.
- Рожкова, И. Тематическая картина Владимира Жемерикина / И. Рожкова // Сибирь. — Иркутск, 1987. — № 2. — С. 116—117
- Жемерикин Владимир Федорович // Областная художественная выставка, посвященная 60-летию Иркутской организации Союза художников России : [кат.-справ.] / сост. И. А. Рожкова. — Иркутск, 1993. — С. 19
- Верещагина, С. Женщины и цветы / С. Верещагина // ВосточноСибирская правда. — 1995. — 23 марта. — С. 7
- Струк, Н. Юбилейный сезон / Н. Струк // Восточно-Сибирская правда. — Иркутск, 1995. — 4 марта. — С. 6
- Струк, Н. Возвращение Владимира Жемерикина / Н. Струк // Иркутск. — 1998. — 23 нояб. — С. 2
- Федчина, И. Г. Жемерикин Владимир Федорович // Художественная школа Иркутска : к 100-летию Иркут. худож. училища / И. Г. Федчина, В. С. Федчин. — Иркутск, 2010. — С. 107—110, 211
- [24 нояб. 1998 г. в выставочном зале Иркутского художественного музея открылась посмертная персональная выставка картин художника В. Ф. Жемерикина] // Иркутская летопись 1992—2012 гг. / сост. Ю. П. Колмаков. — Иркутск, 2015. — C. 159.